# Ulrika Knape
Ulrika Margareta Knape-Lindberg (Göteborg, 26 april 1955) is een Zweeds voormalig schoonspringster. Ze vertegenwoordigde haar vaderland op twee edities van de Olympische Zomerspelen: München 1972 en Montreal 1976. Krämer werd één keer olympisch kampioen, één keer wereldkampioen en twee keer Europees kampioen. Haar dochter Anna Lindberg was ook een schoonspringster.

## Biografie
Ulrika Knape domineerde begin jaren zeventig vijf jaar lang bij het schoonspringen. Ze won alleen al in Zweden 38 titels. Verder bemachtigde ze bij één deelname aan de Europese kampioenschappen, twee aan de wereldkampioenschappen en twee aan de Olympische Spelen op dat moment meer medailles dan welke schoonspringer (man of vrouw) dan ook.
Ze nam deel aan de twee edities van de Olympische Zomerspelen. In 1972 ging ze naar huis met olympisch goud (10 meter toren) en zilver (3 meter plank). Vier jaar later, in 1976, bemachtigde ze enkel de zilveren medaille op de toren. Bij de wereldkampioenschappen van 1973 won ze, net als op de Spelen van 1972, goud en zilver op de toren en de plank. Op de WK van 1975 veroverde ze het brons op de toren. Knape boekte op de EK van 1974 een dubbelslag: ze won de gouden medaille op beide onderdelen.
Knape werd van 1972 tot 1974 drie jaar op rij verkozen tot World Platform Diver of the Year. Ook won ze in 1972 de Svenska Dagbladets guldmedalj (tevens de Bragdguldet genoemd). Na de Spelen van 1976 werkte ze als coach. Ze werd in 1982 toegevoegd aan de International Swimming Hall of Fame. Ze huwde met schoonspringer Mathz Lindberg. Hun dochter Anna (geboren in 1981) was eveneens een succesvol schoonspringster; zij nam tussen 1996 en 2012 deel aan vijf edities van de Olympische Zomerspelen.

## Erelijst
- Olympische Zomerspelen: 1x , 2x
- Wereldkampioenschappen: 1x , 1x , 1x
- Europese kampioenschappen: 2x

1912 Greta Johansson · 
1920 Stefanie Clausen · 
1924 Caroline Smith · 
1928 Elizabeth Becker-Pinkston · 
1932 Dorothy Poynton · 
1936 Dorothy Poynton · 
1948 Victoria Draves · 
1952 Patricia McCormick · 
1956 Patricia McCormick · 
1960 Ingrid Krämer · 
1964 Lesley Bush · 
1968 Milena Duchková · 
1972 Ulrika Knape · 
1976 Jelena Vajtsechovskaja · 
1980 Martina Jäschke · 
1984 Zhou Jihong · 
1988 Xu Yanmei · 
1992 Fu Mingxia · 
1996 Fu Mingxia · 
2000 Laura Wilkinson · 
2004 Chantelle Newbery · 
2008 Chen Ruolin · 
2012 Chen Ruolin · 
2016 Ren Qian · 
2020 Quan Hongchan · 
2024 Quan Hongchan